# Simon Sulzer

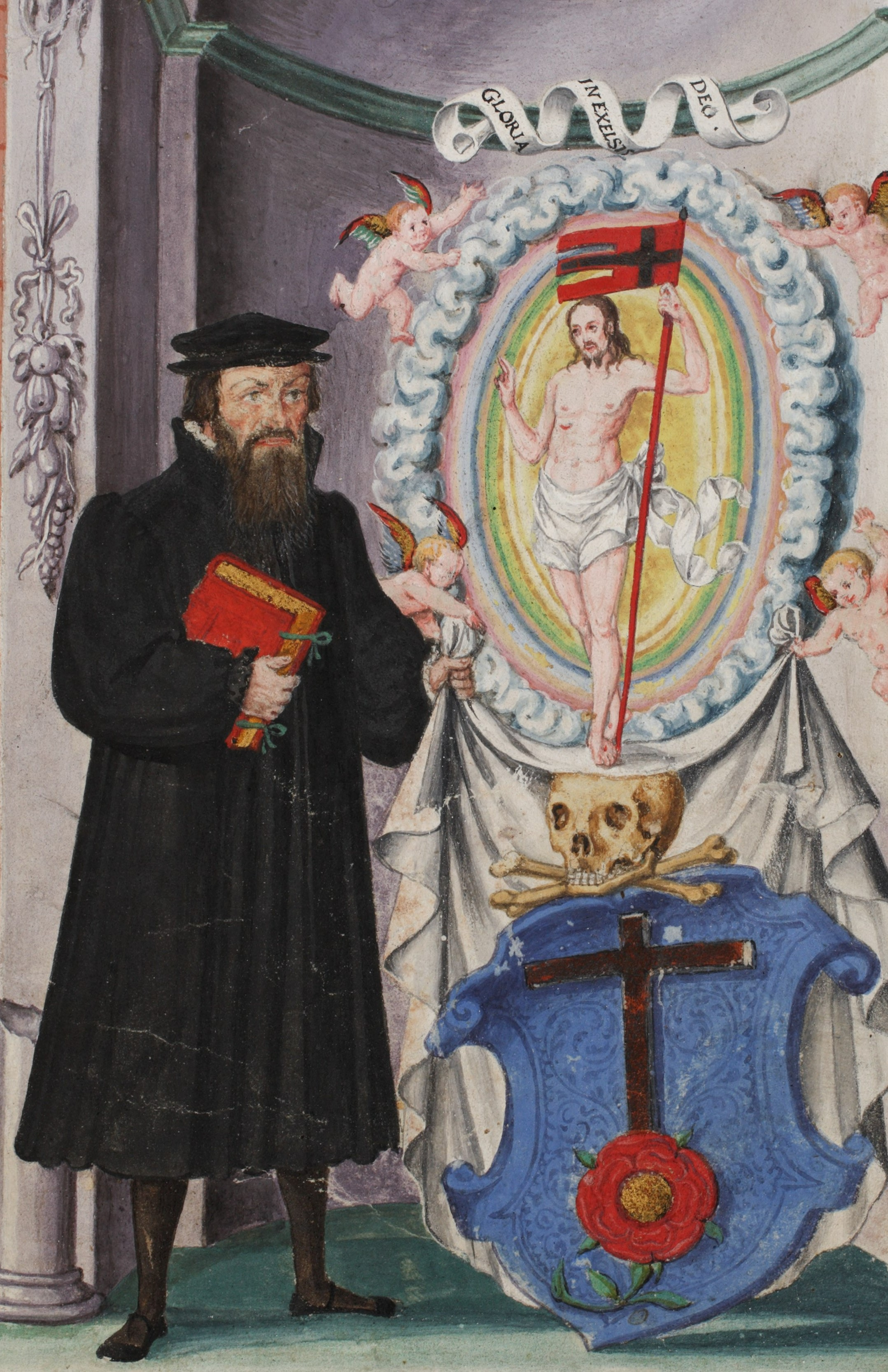
Simon Sulzer, 1568. Miniatur in der Rektoratsmatrikel der Universität Basel (Ausschnitt).

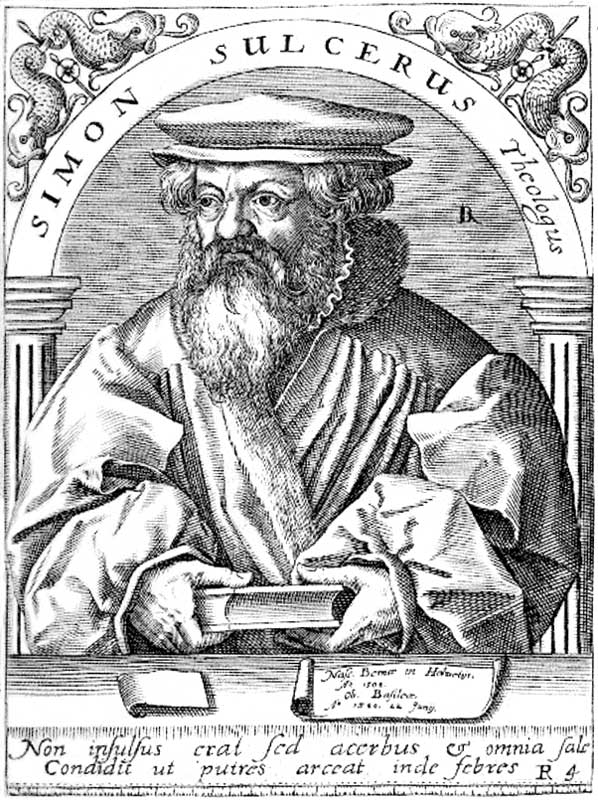
Simon Sulzer

Simon Sulzer (* 23. September 1508 in Schattenhalb; † 22. Juni 1585 in Basel) war ein reformierter Theologe, Reformator und Antistes am Basler Münster.

## Leben
Sulzer war Kind eines römisch-katholischen Priesters. Seine Ausbildung erhielt er in Bern, Luzern (bei  Oswald Myconius) und Basel (bei  Heinrich Glarean). Der plötzliche Tod seines Vaters, des Propstes von Interlaken, veranlasste ihn, seinen Unterhalt ab 1522/23 durch Handarbeit zu verdienen. Er arbeitete als Barbier in Strassburg und nutzte diese Zeit, Vorlesungen von Martin Bucer und Wolfgang Capito zu hören. 1531 holte Myconius ihn auf Empfehlung Bucers zurück nach Basel, wo sich Simon Grynaeus seiner annahm. Hier arbeitete er als Korrektor in der Druckerei von Johann Heerwagen und als Lehrer und studierte daneben an der Universität. Seit 1533 wirkte er in Bern im Lehramt und erwarb sich Verdienste um die Schulen.
Auf Veranlassung des Rates von Bern studierte er 1537 in Basel weiter und erlangte den Magistergrad. Als Freund der Wittenberger Konkordie war er 1538 in Wittenberg und wurde, wie er selbst seinem Freunde Joachim von Watt mitteilte, von Martin Luther stark beeindruckt. Die Uneinigkeit mit ihm sei durch die Schweizer verschuldet. Inzwischen waren in Bern die älteren Reformatoren Berchtold Haller und Franz Kolb verstorben, und Sulzer wurde als Pfarrer am Berner Münster und Theologieprofessor zur bestimmenden Gestalt der Berner Kirche. Im Gefolge Bucers bemühte er sich um einen Ausgleich der Positionen Luthers und Zwinglis, was aber schliesslich 1548 zu seiner Ausweisung führte.
1549 wurde er in Basel aufgenommen, zuerst als Pfarrer an der Peterkirche, dann als Professor (1552 war er Rektor der Universität) und 1553 als Antistes der Basler Kirche. Hier verfuhr er vorsichtiger als in Bern. Seine kirchliche Arbeit ging auf eine Einigung zwischen Deutschen und Schweizern hinaus, obwohl er gegenüber der zwinglischen und calvinischen Richtung den Abstand wahrte. Seine lutherischen Neigungen liessen ihn für die Konkordienformel und gegen die Helvetica posterior Stellung nehmen, auch für Privatbeichte, Orgelspiel und volles Glockengeläut eintreten. Dadurch kam er in eine schiefe Stellung zu den Schweizer Kirchen und rief eine Opposition hervor. Für Basel war sein Wirken eine vorübergehende Episode.
Als 1556 die Reformation in der Markgrafschaft Baden-Durlach eingeführt wurde, hatte er grossen Anteil daran. Schon 1554 hatte er Markgraf Karl II. zur Einführung der Reformation gedrängt. 1556 berief der Markgraf Sulzer zum Generalsuperintendenten für das Badische Oberland. Er ordinierte evangelische Prediger für dieses Gebiet und führte Synoden und  Visitationen durch, ohne jedoch sein Basler Amt aufzugeben. 1577 setzte er sich für die verbindliche Einführung der Konkordienformel ein.